# Nanophyllium pygmaeum
Nanophyllium pygmaeum är en insektsart som beskrevs av Ludwig Redtenbacher 1906. Nanophyllium pygmaeum ingår i släktet Nanophyllium och familjen Phylliidae. Inga underarter finns listade i Catalogue of Life.